# Зодиак (объективы)

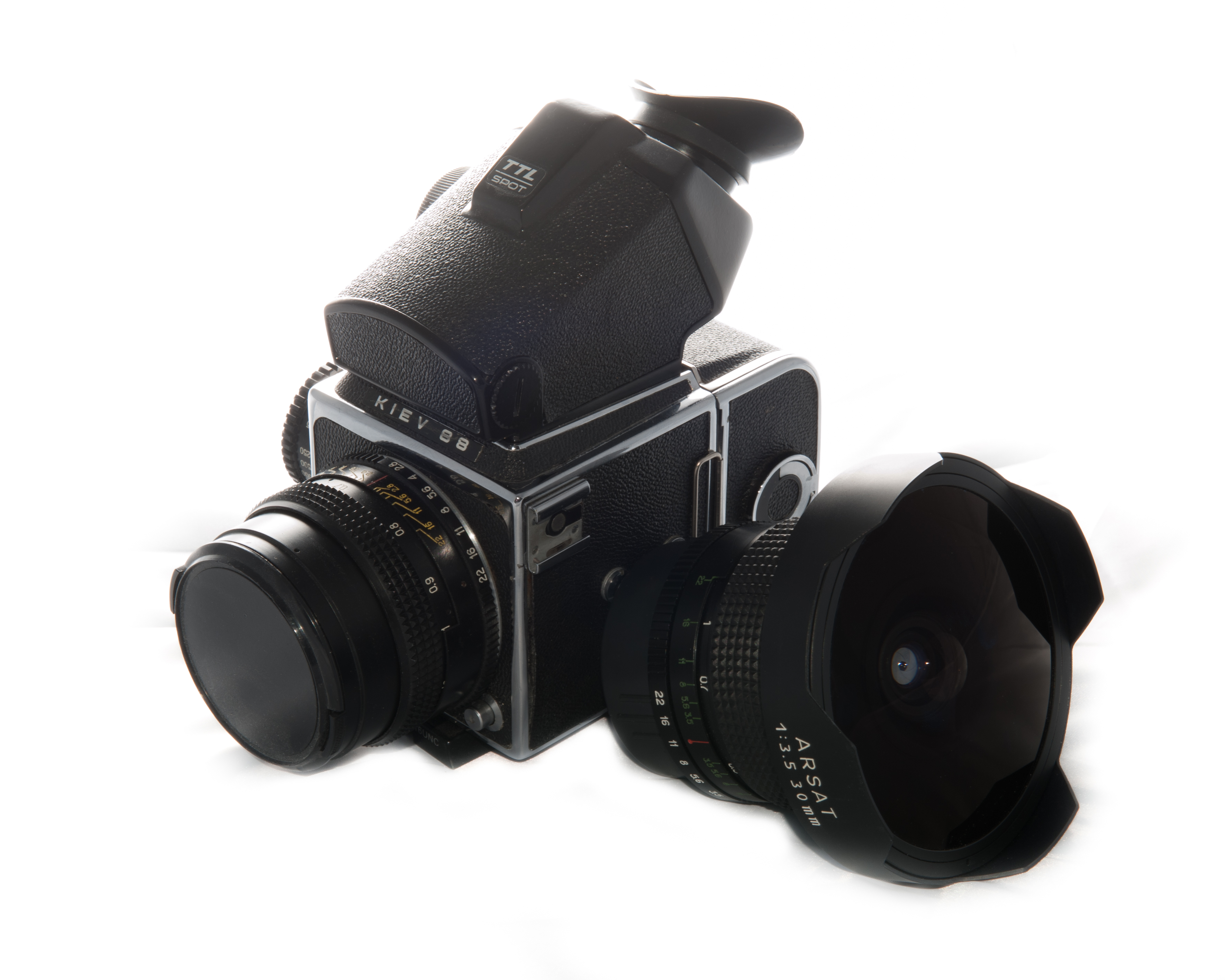
Справа — объектив «Arsat» 3,5/30 («Зодиак-8»)
Слева — фотоаппарат «Киев-88 TTL»

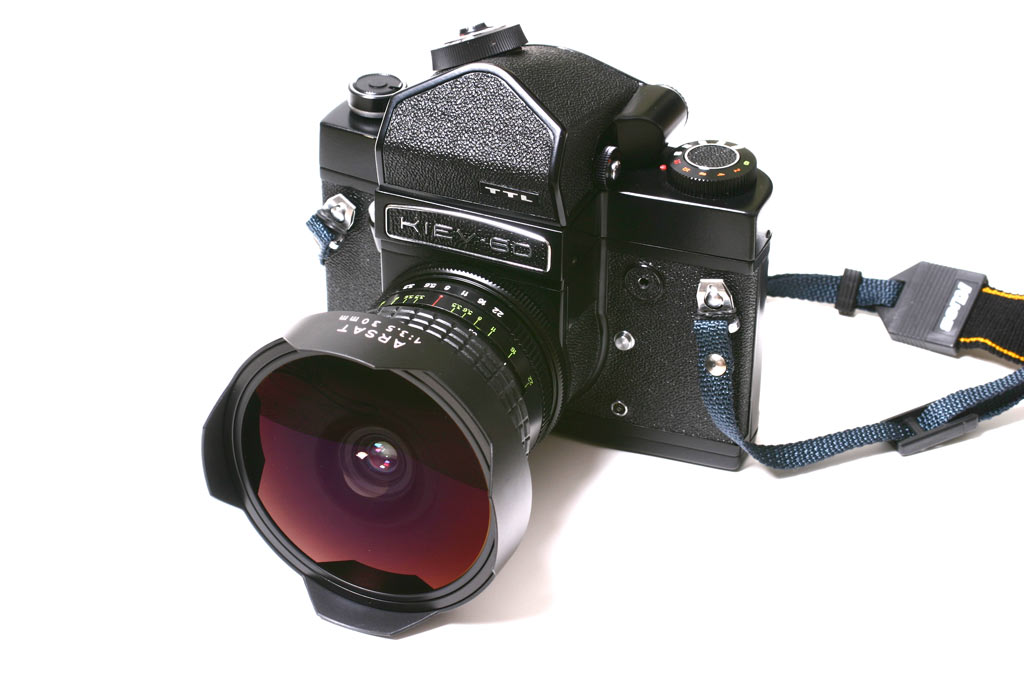
Фотоаппарат «Киев-60 TTL» с объективом «Arsat» 3,5/30 («Зодиак-8»)

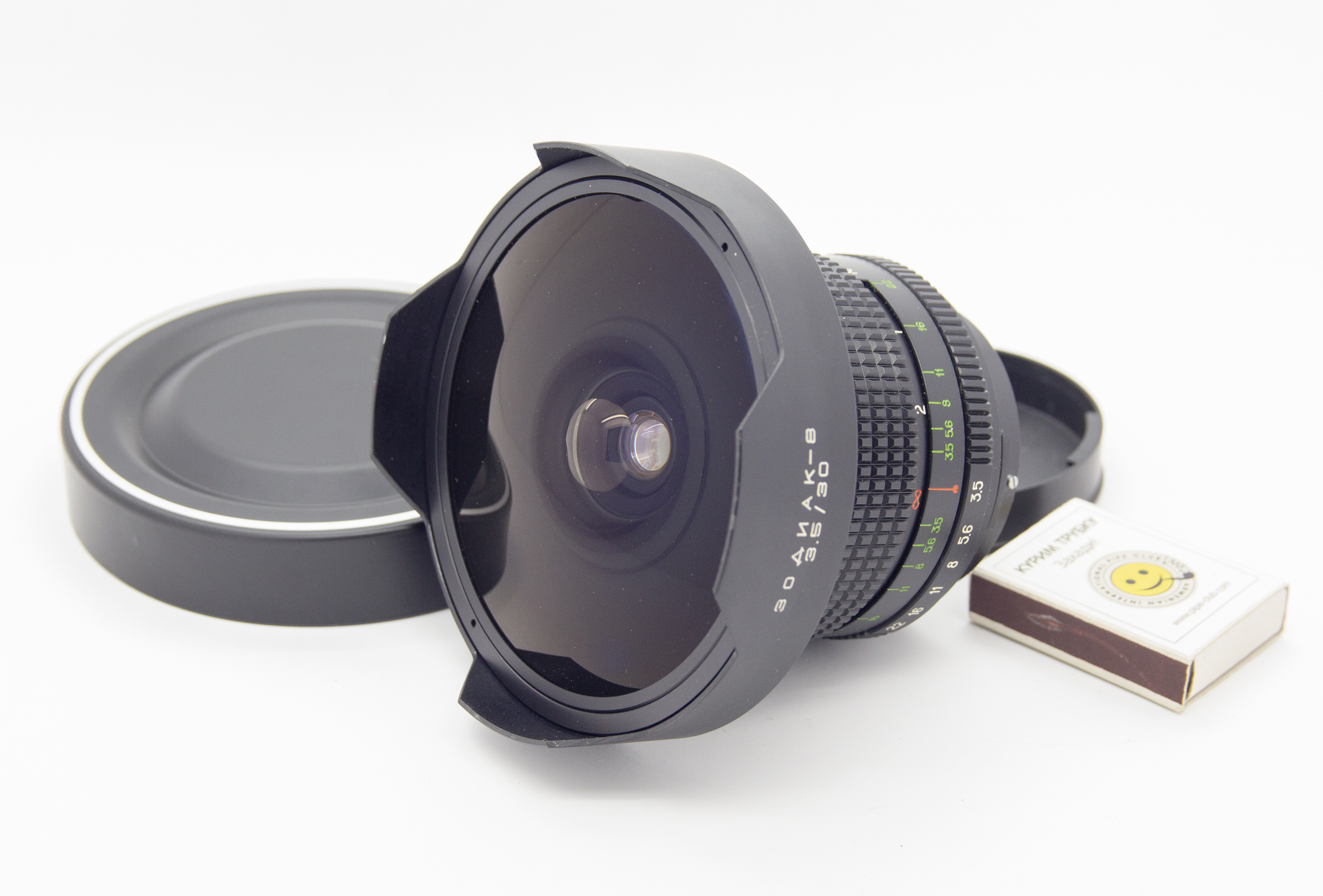
Объектив "Зодиак-8Б" 3.5/30 с передней и задней крышкой

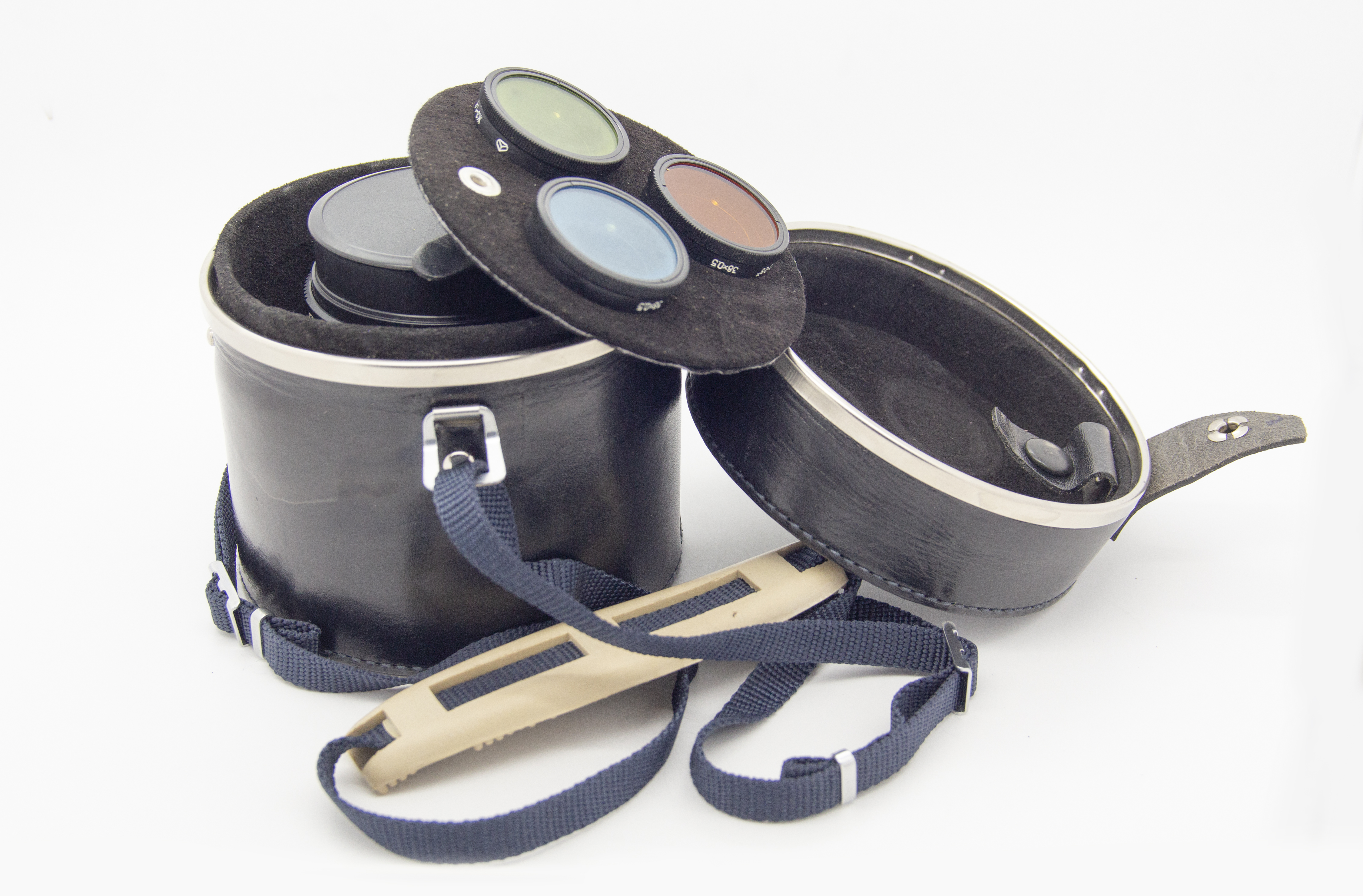
Объектив Зодиак-8Б полный комплект

Зодиа́к — название семейства советских сверхширокоугольных фотографических объективов типа «Рыбий глаз». Все объективы семейства относятся к группе «диагональных» и покрывают угловое поле 180° по диагонали прямоугольного или квадратного кадра, полностью занятого изображением.
Объективы предназначались для малоформатных и среднеформатных однообъективных зеркальных фотоаппаратов. Выпускались на киевском заводе «Арсенал» и на Красногорском механическом заводе.

## Объективы завода «Арсенал»
На заводе «Арсенал» в Киеве выпускались две модели объективов «Зодиак»:

### Зодиак-8
«Зодиак-8» 3,5/30 — для среднеформатных фотоаппаратов с размером кадра 6×6 см. Выпускался в двух модификациях:
- «Зодиак-8Б» 3,5/30 — с байонетом Б (Байонетный) для фотоаппаратов семейства «Киев-6С», «Киев-60» и «Киев-88СМ».
- «Зодиак-8В» 3,5/30 — с байонетом В (Винтовой) для фотоаппаратов «Зенит-80», «Салют», «Салют-С» и «Киев-88».

### Зодиак-2
- «Зодиак-2Н» 3,5/15 — для однообъективных зеркальных фотоаппаратов с размером кадра 24×36 мм. Выпускался с байонетом F для фотоаппаратов «Киев-17», «Киев-18», «Киев-19», «Киев-20», «Киев-19М».

С 1990-х годов киевский завод «Арсенал» производил эти модели под названием «Arsat».

## Объективы Красногорского механического завода
- «Зодиак-2М» 3,5/15 — для однообъективных зеркальных фотоаппаратов с размером кадра 24×36 мм. Выпускался с резьбовым соединением M42×1/45,5.
- «Зодиак-2К» 3,5/15 — для однообъективных зеркальных фотоаппаратов с размером кадра 24×36 мм. Выпускался с байонетом К.

- «Зодиак-10» 3,5/8 — для однообъективных зеркальных фотоаппаратов с размером кадра 24×36 мм. Серийно не выпускался.

| Объектив                      | Фокусное расстояние | Относительное отверстие | Размер кадра | Крепление объектива                                     |
| ----------------------------- | ------------------- | ----------------------- | ------------ | ------------------------------------------------------- |
| Зодиак-8Б Зодиак-8В           | 30                  | 3,5                     | 6×6 см       | Байонет Б Байонет В                                     |
| Зодиак-2М Зодиак-2Н Зодиак-2К | 15                  | 3,5                     | 24×36 мм     | Резьбовое соединение M42×1/45,5 Байонет F Байонет К     |
| Зодиак-10                     | 8                   | 3,5                     | 24×36 мм     | Для малоформатных фотоаппаратов. Серийно не выпускался. |

- Крепление светофильтров — заобъективное. Посадочный размер М38×0,5. Один из светофильтров должен быть установлен, без него объектив не будет фокусироваться на «бесконечности».
- Объективы имели многослойное просветление оптики и «прыгающую» диафрагму.